# Škoda 418
Die Baureihe Škoda 418/420/421 bestand aus unterschiedlichen Kleinwagen des tschechoslowakischen Herstellers Škoda. Alle Modelle hatten Karosserien in Holz-/Stahlmischkonstruktion.
Der Škoda 420 Standard erschien 1933 als zweitürige Limousine, Roadster oder dreitüriger Kombi. Der wassergekühlte, seitengesteuerte Vierzylinder-Viertakt-Motor hatte einen Hubraum von 995 cm³ und eine Leistung von 20 PS (15 kW). Er beschleunigte das 450–750 kg schwere Fahrzeug bis auf 85 km/h. Über das an den Motorblock angeflanschte Getriebe und eine Kardanwelle wurde die Antriebskraft an die Hinterräder weitergeleitet. Der vorne und hinten gegabelte Skelettrahmen des Wagens bestand aus geschweißten Stahl-U-Profilen.
1934 kam das Modell Škoda 420 Rapid dazu. Sein Motor gleicher Bauart hatte 1.195 cm³ Hubraum und leistete 26 PS (19 kW). Die Höchstgeschwindigkeit stieg auf 90 km/h. Dieses Modell wurde auch als Škoda 421 verkauft.
Ebenfalls 1934 erschien der Škoda 418 Popular. Sein Motor besaß nur 905 cm³ Hubraum und leistete 18 PS (13 kW). Dies reichte für eine Höchstgeschwindigkeit von 80 km/h.
Ein weiteres Modell dieses Jahres war der Škoda 420 Popular. Sein Motor entsprach dem des „Standard“, entwickelte aber 22 PS (16 kW). 20 Wagen dieses Typs wurden als Coupé mit Aluminiumkarosserie ausgeliefert.
1935 entstanden Sportwagen, genannt Škoda 418/421 Popular Sport – Monte Carlo. Die Motoren hatten 1.385 cm³ Hubraum und leisteten 36 PS (26 kW). Dies reichte für Geschwindigkeiten von 110 bis 120 km/h. Es wurden nur zwei Roadster mit 870 kg Leergewicht gefertigt.

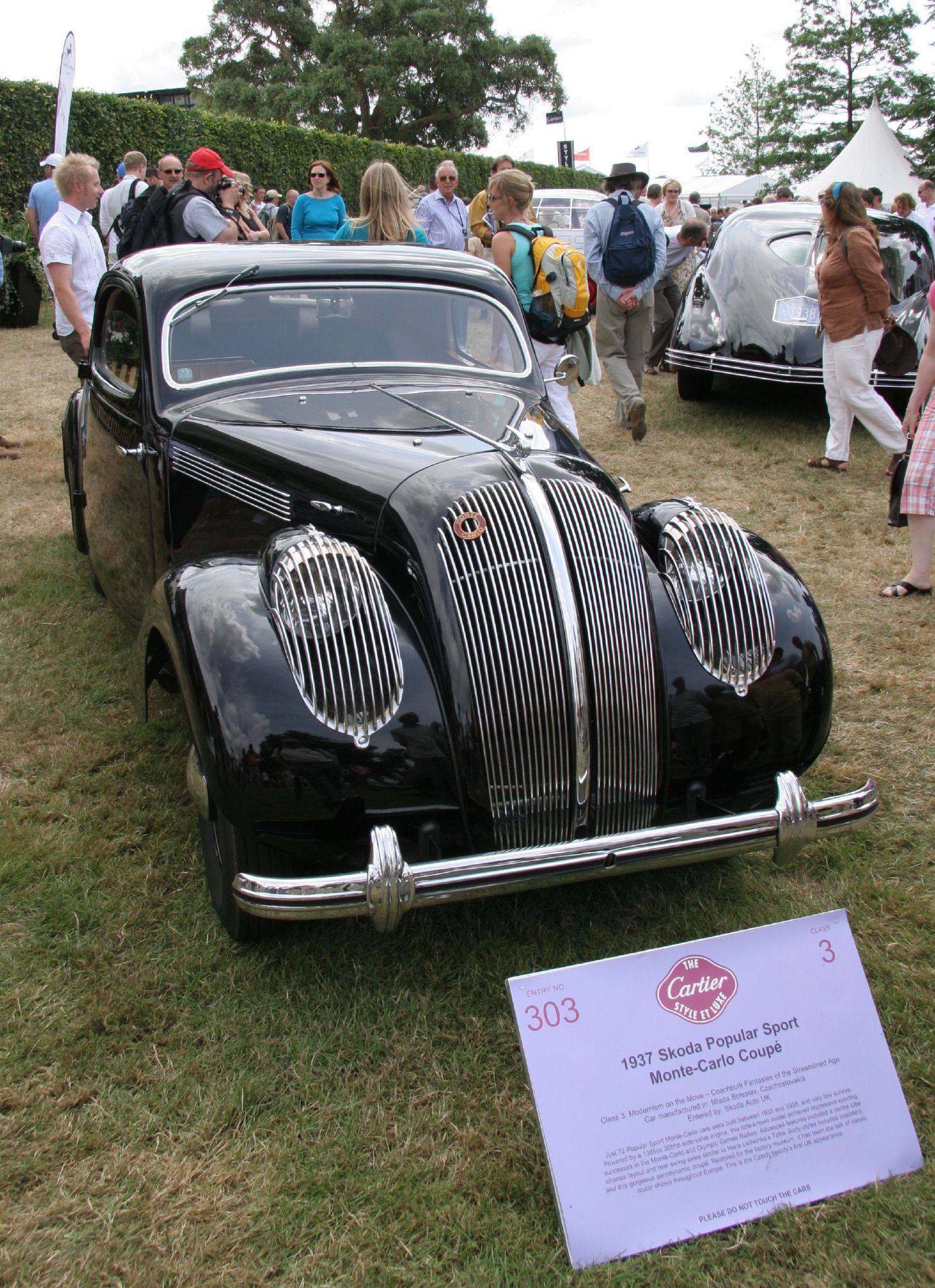
Škoda Popular Sport – Monte Carlo
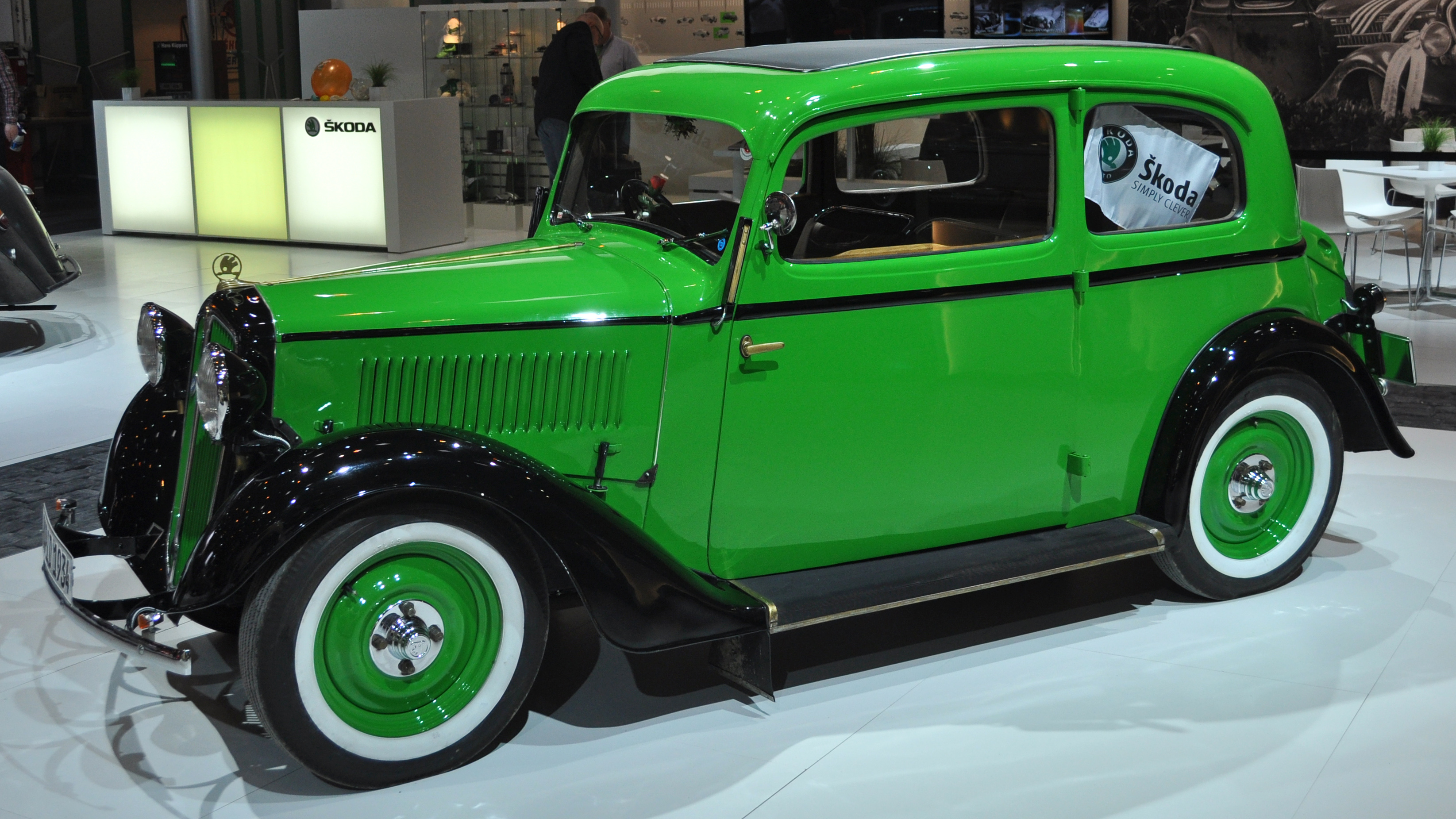
Škoda 420 Rapid auf der Techno-Classica 2013 in Essen
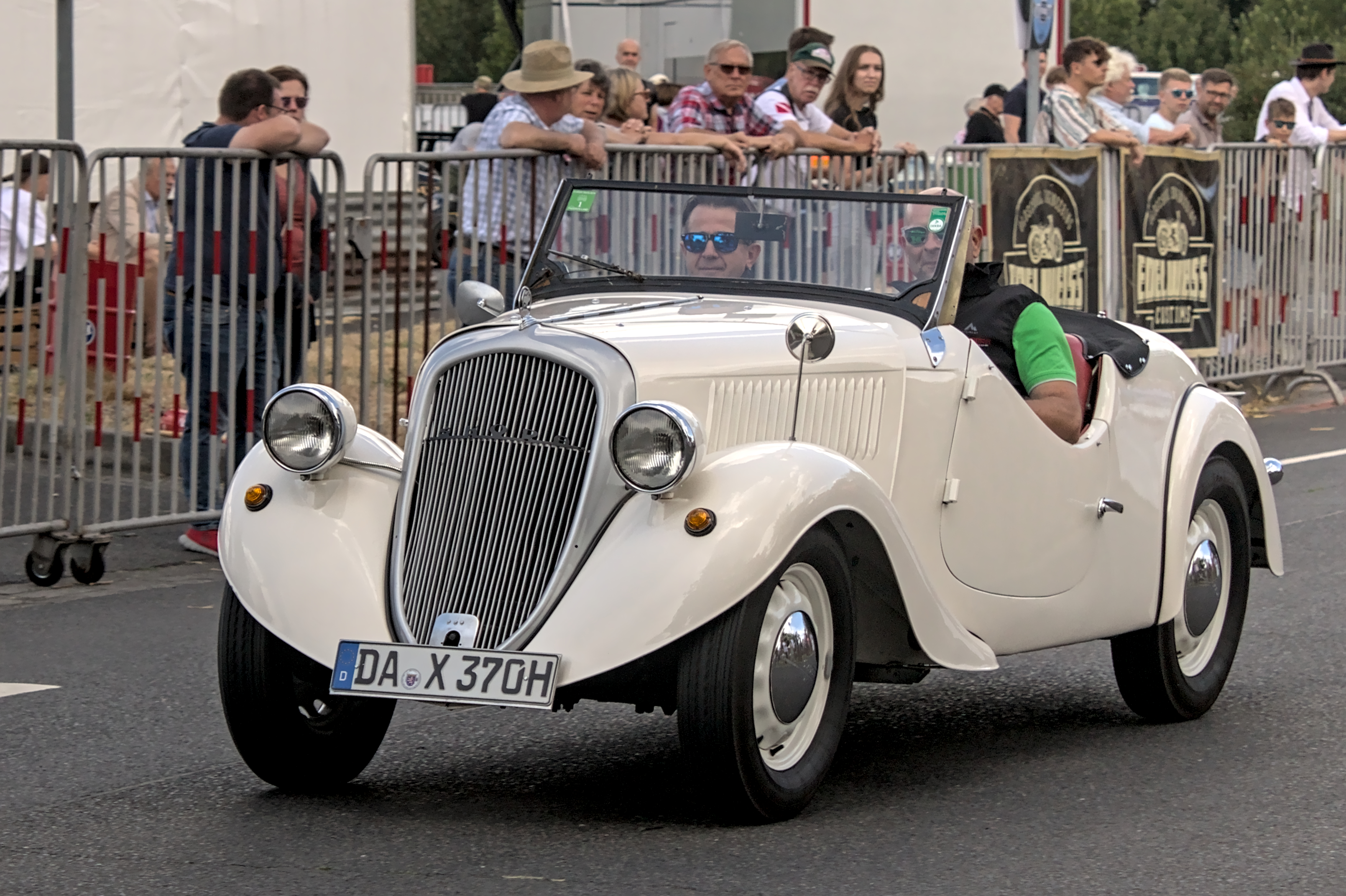
Škoda 420 Popular auf den Classic Days 2022
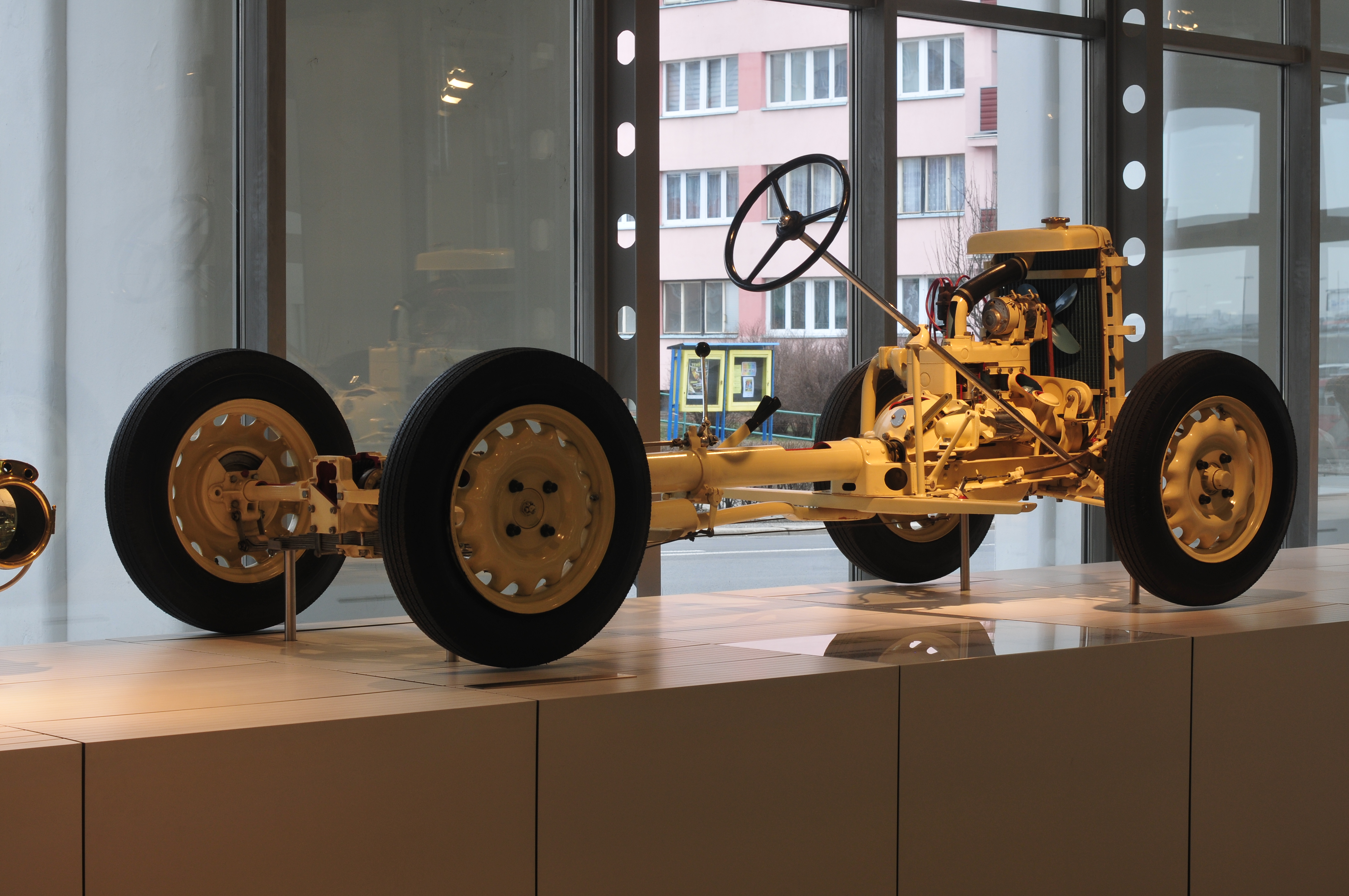
Chassis des Škoda 420 Popular im Škoda Muzeum